# Marta Kos
Pour les articles homonymes, voir kos.
Marta Kos, née le 28 juin 1965, est une journaliste, diplomate et femme politique slovène.
Elle est désignée par le gouvernement Golob pour être le membre slovène de la Commission von der Leyen II chargé de l'Élargissement. Sa nomination étant approuvée par le Parlement européen en novembre 2024, elle prend ses fonctions le 1er décembre suivant.

## Biographie

### Jeunesse
Marta Kos est championne de natation yougoslave et slovène.

### Carrière de journaliste
Marta Kos étudie le journalisme et rejoint la division sportive de RTV, puis déménage en Allemagne où elle travaille pour Deutsche Welle et comme correspondante à Bonn pour RTV à partir de 1993.

### Carrière de diplomate
De 1997 à 1999, Marta Kos est directrice du bureau d'information du gouvernement slovène et porte-parole du gouvernement.
En 2000, elle est nommée vice-présidente de la Chambre de commerce et d'industrie.
Elle est ambassadrice en Allemagne de 2013 à 2017 et ambassadrice en Suisse de 2017 à 2020.
D'avril à septembre 2022, elle est l'une des vice-présidentes du Mouvement pour la liberté. Avant l'élection présidentielle de 2022, elle est candidate du Mouvement pour la liberté à la présidence de la Slovénie, jusqu'à son retrait en août.
Le 9 septembre, elle est choisie comme candidate pour être commissaire européenne pour représenter la Slovénie, en remplacement du candidat initial Tomaž Vesel, qui a retiré sa candidature,. Le 17 septembre 2024, Ursula von der Leyen annonce que Marta Kos sera en charge de l'élargissement européen, en attendant l'approbation du Parlement européen, évaluant ainsi les procédures d'adhésion de l'Ukraine et de la Moldavie et d'autres pays souhaitant rejoindre l'Union européenne.

## Vie privée
Marta Kos est mariée à Henri Gétaz, qui fut de 2018 à 2023 le secrétaire général de l'Association européenne de libre-échange.